# سربازی در سوئیس

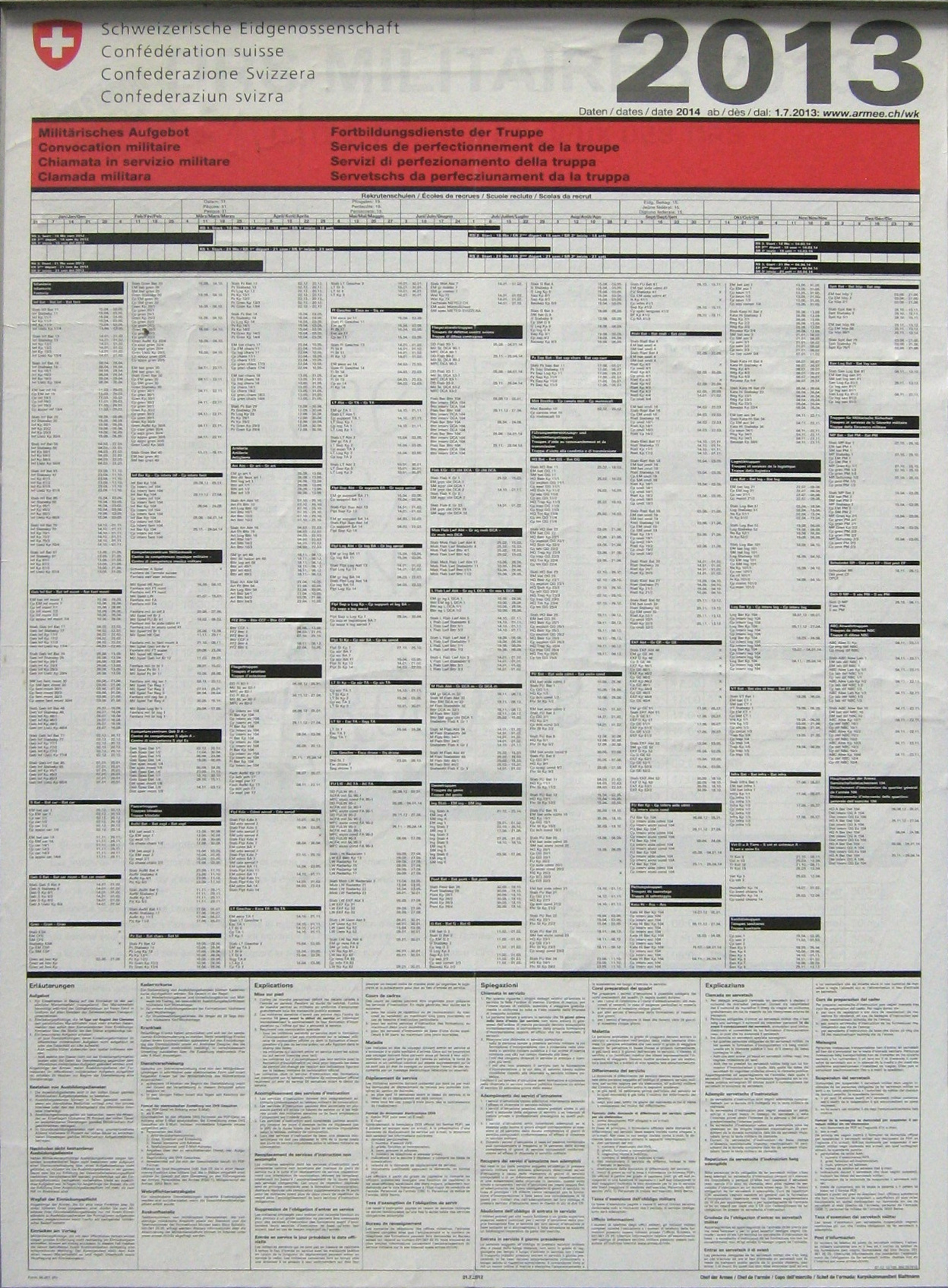
جدول زمانی وظایف نظامی، سوئیس.

سوئیس دارای خدمت سربازی اجباری است (آلمانی: Militärdienst ; فرانسوی: service militaire‎ ; ایتالیایی: servizio militare) در نیروی زمینی سوئیس برای همه شهروندان مذکر فاقذ ناتوانی، که پس از رسیدن به سن بلوغ به سربازی می روانه می‌شوند اجباری است، اگرچه زنان می‌توانند برای هر موقعیتی داوطلب شوند. سربازان وظیفه اکثریت نیروی انسانی نیروهای مسلح سوئیس را تشکیل می‌دهند.
در ۲۲ سپتامبر ۲۰۱۳، همه‌پرسی ای با هدف لغو سربازی اجباری در سوئیس برگزار شد. با این حال، همه‌پرسی با رای مخالف بیش از ۷۳ درصد از رای‌دهندگان شکست خورد که نشان دهنده حمایت قوی از سربازی مردان در سوئیس است.

## معافیت
افرادی (عمدتا مردان) که فاقد تناسب اندام برای خدمت تشخیص داده شوند، که در آن تناسب اندام به عنوان "داشتن شرایط جسمی، فکری و ذهنی مورد نیاز برای خدمت سربازی یا خدمات حفاظت مدنی و توانایی انجام این خدمات بدون آسیب رساندن به خود یا دیگران " تعریف شده‌است، از خدمت معاف می‌شوند اما تا سن ۳۷ سالگی ۳٪ مالیات بر درآمد سالانه اضافی را حداکثر برای ۱۱ سال می‌پردازند، مگر اینکه دچار معلولیتی باشند.
در سال ۲۰۰۸ تقریباً ۲۰ درصد از کل سربازان وظیفه برای انجام خدمت نظامی یا غیرنظامی فاقد شرایط مناسب بودند. این نرخ به‌طور کلی در کانتون‌های شهری مانند زوریخ و ژنو بیشتر از کانتون‌های روستایی است. شهروندان سوئیسی که در خارج از کشور زندگی می‌کنند عموماً در زمان صلح از خدمت اجباری معاف می‌شوند، در حالی که تابعیت مضاعف به خودی خود چنین معافیتی را اعطا نمی‌کند.